# فاد (مقاطعة نيجني نوفغورود)
فاد (بالروسية: Вад) هي مدينة في مقاطعة نيجني نوفغورود أوبلاست في روسيا.
يبلغ عدد سكانها حوالي 6450 نسمة.